# Кольский полуостров
Ко́льский полуо́стров (устар.: Му́рман, Кола, Терь; кильд. саам. Куэлнэгк нёаррк) — полуостров на северо-западе Европейской части России, в Мурманской области. Омывается Баренцевым и Белым морями.
Площадь — около 100 тыс. км².
В западной части располагаются горные массивы Хибины (высота до 1200 м) и Ловозерские тундры (высота до 1120 м). На севере — тундровая растительность, южнее лесотундра и тайга.
Исторически на полуострове жили саамы (см. саамы России), говорившие на саамских языках. Их сегодня осталось не более 0,2 % от общего населения полуострова.

## Название
По оценке В. П. Вощинина, основа «кола», давшая название полуострову, происходит от финно-угорского куль — «рыба» (ср. современное кильдин.-саам. кӯлль).

## Физико-географическая характеристика
В рельефе Кольского полуострова преобладают холмистые возвышенности и плато. Имеются также впадины и террасы.
Горные массивы полуострова возвышаются над уровнем моря на более чем 800 метров. На крайнем западе возвышаются горные массивы — Ловозерские Тундры и Хибины.
В южной части распространены низменные заболоченные равнины и многочисленные озёра. Полуостров омывается Белым и Баренцевым морями. Северное побережье (Мурманский берег) свободно ото льда. Берега изрезаны слабо. Водоёмы полуострова и омывающие его моря богаты различной рыбой.

### Границы
Кольский полуостров занимает чуть менее 70 % площади Мурманской области России. Западная граница Кольского полуострова определена по меридиональной впадине, которая проходит от Кольского залива по реке Коле, озеру Имандра, реке Ниве до Кандалакшского залива. На западе переходит в Скандинавский полуостров.

### Географическое положение
Кольский полуостров расположен на Крайнем Севере России. Почти вся его территория расположена за Северным полярным кругом в пределах южной тундры, лесотундры и северной тайги. На северо-востоке Кольского полуострова развиты многолетнемёрзлые породы.
На севере омывается водами Баренцева моря, на юге и востоке — водами Белого моря. Западной границей Кольского полуострова принимается меридиональная впадина, проходящая от Кольского залива по долине реки Кола, озеру Имандра и реке Нива до Кандалакшского залива. Площадь около 100 тысяч км². Является прямым продолжением Скандинавского полуострова.

### Климат
Климат полуострова разнообразен. На северо-западе, согреваемом тёплым Северо-Атлантическим течением, он субарктический морской. К центру, востоку и юго-западу полуострова климат более континентальный — здесь он умеренно-холодный.
Лето короткое и прохладное, зима длинная и холодная. Средние температуры января-февраля — от −8 °C на северо-западе полуострова до −15 °C в центре; июля, соответственно, — от +8 °C до +14 °C. Снег лежит, в среднем, с середины октября до середины мая (в горных районах — с конца сентября до середины июня). Заморозки и выпадение снега возможны в летний период. На побережье и горных плато часты сильные ветра (до 45—60 м/с), зимой — затяжные метели. Из-за высокой влажности воздуха и сильных ветров даже небольшие морозы переносятся крайне тяжело.
Годовое количество осадков составляет примерно 375 мм.

### Гидрология
По Кольскому полуострову протекает много рек: Поной (самая длинная река на полуострове), Варзуга, Кола, Йоканга, Териберка, Воронья, Умба и другие.
Имеется большое количество озёр, самые крупные — Имандра, Умбозеро, Ловозеро.

### Геологическое строение
С точки зрения геологии и ландшафта Кольский полуостров относится к Фенноскандии.
В западной части Кольского полуострова, имеющей расчленённый рельеф, территория достигает наибольших высот. Там расположены отдельные горные массивы с плоскими вершинами, разделённые депрессиями: Хибины и Ловозерские тундры. Их высоты достигают 900—1000 м. Лишь единичные вершины Хибин (г. Часначорр — 1191 м) и Ловозерских тундр превышают 1000 м. Для восточной половины Кольского полуострова характерен более спокойный волнистый рельеф с преобладающими высотами 150—250 м. Среди волнистой равнины возвышается гряда Кейвы (397 м), состоящая из отдельных цепей, вытянутых с северо-запада на юго-восток вдоль центральной части полуострова.
Кольский полуостров занимает восточную часть Балтийского кристаллического щита, в геологическом строении которого принимают участие мощные толщи архея и протерозоя. Архей представлен сильно метаморфизованными и интенсивно дислоцированными гнейсами и гранитами, местами прорванными пегматитовыми телами. Протерозойские отложения более разнообразны по составу — кварциты, кристаллические сланцы, песчаники, мраморы, частично гнейсы, переслаивающиеся с зеленокаменными породами.

## Полезные ископаемые
По разнообразию минеральных видов Кольский полуостров не имеет аналогов в мире. На его территории обнаружено около 1000 минералов. Около 100 минералов не встречаются больше нигде. Месторождения апатито-нефелиновых руд (Хибины), слюды (мусковит, флогопит и вермикулит — крупнейшие мировые запасы), железа, никеля, меди, циркония, ниобия, алюминия, платиновых металлов, редкоземельных металлов, лития, титана, бериллия, строительных и ювелирно-поделочных камней (амазонит, аметист, хризолит, гранат, яшма, иолит и др.), керамических пегматитов.

## Флора и фауна
В северной части полуострова тундра, на которой произрастают мхи, лишайники и карликовые арктические берёзы. В центре и на юге полуострова — тайга из берёз, елей и сосен.
Водоёмы богаты рыбой: сёмга и палия, сиг, форель, хариус, щука и др. В омывающих полуостров морях в изобилии треска, камбала, палтус, мойва, сельдь, краб, морская капуста.

## История
До начала XX века Мурманом называли лишь северное побережье полуострова — от Святого Носа до норвежской границы, но в дальнейшем это понятие расширилось, и ныне под ним подразумевается весь Кольский полуостров. Южное побережье полуострова исторически разделяют на Терский и Кандалакшский берега.
В настоящее время большинство населения полуострова составляют русские (80,75 %). Местное автохтонное население (саамы) — в меньшинстве (0,2 %).

## Инфраструктура
На полуострове расположены города Мурманск, Апатиты, Североморск, Кировск, Оленегорск, Мончегорск, Островной, Кола, Ковдор и Кандалакша и посёлки городского типа Сафоново, Кильдинстрой, Ревда и Умба.
Основной отраслью экономики является горнодобывающая промышленность, сосредоточенная в городах Кировск и Апатиты в Хибинских горах. Самый большой город — незамерзающий порт Мурманск на восточном берегу Кольского залива. В других местах население немногочисленно, сосредоточено вдоль берегов, и основным занятием является рыболовство. Саамы (уст. лопари) занимаются оленеводством. На крайнем юге развита деревообрабатывающая промышленность. По полуострову проходит участок Октябрьской железной дороги.
На полуострове расположены пункты базирования Северного флота России Североморск и Гремиха. Североморск является штабом Северного флота ВМФ России.